# Stanley Middleton
Stanley Middleton (* 1. August 1919 in Bulwell, Nottinghamshire; † 25. Juli 2009) war ein britischer Schriftsteller, der mehr als 40 Romane über das einfache Leben in der englischen Provinz schrieb. Für Holiday erhielt er 1974 gemeinsam mit Nadine Gordimer den Booker Prize. In der Literaturkritik fand er wegen seiner hohen Standards große Beachtung.

## Leben

### Berufliche Laufbahn und literarische Hauptwerke
Das jüngste von drei Kindern eines Mitarbeiters von British Railways begann nach dem Besuch der High Pavement School in Nottingham ein Lehramtsstudium am University College Nottingham, das er jedoch während des Zweiten Weltkrieges unterbrach, um in der Educational Corps sowie der Royal Artillery der British Army in Indien zu dienen. Nach dem Krieg setzte er sein Studium fort und war nach seinem Lehrerexamen als Lehrer an seiner alten Schule, der High Pavement School, tätig und zuletzt von 1958 bis zu seiner Pensionierung 1981 Leiter der Abteilung für die englische Sprache.
Obwohl Middleton bereits während des Studiums erste schriftstellerische Versuche unternahm, erschien sein Debütroman A Short Answer erst 1958. Anschließend veröffentlichte er jedoch nahezu einmal jährlich ein neues Buch.
Die Handlung von Middletons Romane spielte oftmals in Beechnall, seiner Heimatstadt Nottingham, und stellte vielfach das tägliche Leben der britischen Mittelschicht dar wie von Lehrern (wie ihm selbst), Rechtsanwälten, Buchprüfern, Geschäftsleuten und Architekten. Zumeist gab es nur einen Handlungsstrang.
Eines seiner bekannteren Frühwerke Harris’s Requiem (1960) handelt von einem klassischen Komponisten, der darum kämpft ein Meisterwerk zu komponieren.
Für seinen Roman Holiday erhielt er 1974 gemeinsam mit Nadine Gordimer den Booker Prize. In diesem Buch hat sich die Hauptperson ‚Edwin Fisher‘, ein Pädagogikdozent mittleren Alters kurz zuvor von seiner Frau getrennt, verbringt den Urlaub in einem altmodischen „1930er und vom Sonnenschein schäbigen“ ostenglischen Seebad, wo er wenige Gespräche mit Fremden führt, die Zeit auf der Promenade verbringt, auf seine angeheirateten Verwandten trifft, einen Ehebruch in Betracht zieht, dann aber zu seiner intelligenten, aber wenig anhänglichen Ehefrau zurückkehrt. Die „Handlung“ des Buches findet im Wesentlichen in den Dialogen in Fischers Kopf statt, ein Dialog, in dem der Zorn auf seine Frau, seine Gefühle der Verachtung und intellektuelle Überlegenheit gegen die ihn umgebenden „Menschen ohne Kultur und Scharfsinn“  seinen allzu menschlichen Schwachstellen gegenübergestellt werden: sein Sinn für Versagen und sein Bedarf an Sicherheit. Auf der letzten Seiten, trinkt Fisher, obwohl er an Geschlechtsverkehr denkt, mit seiner Frau und deren Eltern eine Tasse Tee und resümiert durch den Erzähler: „Niemand weiss etwas, beschloss Fisher“ (‚Nobody knew anything, Fisher decided‘).
1979 lehnte er die Ernennung zum Mitglied des Order of the British Empire (MBE) ab, da er seiner Ansicht nach nichts getan hätte, um diese zu verdienen. Spätere bekanntere Bücher waren The Daysman (1984), in dem der Leiter einer Gesamtschule die Anforderungen an Beruf und Ehe mit den Verlockungen seines Ehrgeizes begegnet, sowie Married Past Redemption (1993), in dem das Leben eines frisch verheirateten Paares den Erfahrungen älterer Generationen gegenübergestellt wird.
1998 wurde er Mitglied der Royal Society of Literature, ehe er 1999 seine Memoiren mit dem Titel Stanley Middleton at Eighty veröffentlichte. Sein letzter Roman Her Three Wise Men erschien 2008. Darüber hinaus erschien 2010 posthum A Cautious Approach.

### Literarischer Stil und Literaturkritik
Middletan war besorgt über das, was Menschen fühlen, träumen, hoffen, ärgert, beängstigt – alle jene Dinge, die wir im wahren Leben unter Anstrich der Zivilisiertheit zu unterdrücken versuchen. Von einem Literaturkritiker wurde das Lesen Middletons verglichen mit „dem anspannenden Zuhören eines zu leise gedrehten Radio mit einem Ohr. Anfangs schenkt man nicht viel Aufmerksamkeit, aber sehr bald schlittert man hinein“ (‚cocking an ear to a radio with the volume turned down low. At first you don't pay much attention but pretty soon you get drawn in‘).
Der Ton von Middletons Erzählungen mag ruhig und die Handlung dünn erscheinen, aber die Themen waren universell. Seine Hauptfiguren ringen jedes Mal mit der Frage: „Was mache ich aus meinem Leben?“.
Durch den Protagonisten in Small Change (2000) gab Middleton eine versteckte Verteidigung seiner Kunst: Die Figur beschreibt einen von ihm gelesenen Roman „über einen Mann, der auf dem Lande lebt. Er molk seine Kühe; er musste einmal einen Tierarzt rufen; er musste sich weiter mit einer Erkältung quälen; seine Frau hatte eine Hysterektomie; er sorgte sich um den derzeitigen Zustand der Landwirtschaft; sein einziger Sohn erhielt einen Platz in der städtischen Grammar School“ (‚about a man who lives in the country. He milked his cows; he had once to call in the vet; he had to struggle on with the flu; his wife had a hysterectomy; he worried about the present state of farming; his only son won a place in the town grammar school‘). Er nahm an, dass ein Kritiker, der das Buch „öde“ fand, es wahrscheinlich akzeptabler finden würde „wenn der Autor den gleichen öden Stoff in der Dordogne und Toskana - oder Simbabwe - spielen ließ“. Er aber fühlte sich „privilegiert dieses Nicht-weit-weg-vom-normalen Leben der Leute, die man nächsten Spaziergang durch den Ort sieht, einfühlsam mitzuteilen und darzustellen“ (‚privileged to share or empathise with the not-very-out-of-the-ordinary life of the sort of man I'll see next time I walk out of the village‘).
Die Schriftstellerin A. S. Byatt beschrieb Middletons Werke „als genaue Vision wirklicher Dinge wie sie sind“ (‚an exact vision of real things as they are‘). Ronald Blythe, der eine Rezension zur Erstauflage von Holiday schrieb, schlug vor, dass „man in der Literatur des 19. Jahrhunderts eine vergleichbare Erzählweise suchen müsse“ (‚one has to look at 19th-century writing for comparable storytelling‘). Die Tatsache, dass Holiday im heutigen Verlagswesen nicht überleben würde, wurde 2006 demonstriert, als die Wochenzeitung The Sunday Times das erste Kapitel des Buchs einer Reihe von führenden Verlagen und Literaturagenten anbot. Nur einer der Agenten zeigte Interesse – und kein einziger Verlag oder Literaturagenten durchschaute den Bluff.
Obwohl sein Schreibstil altmodisch erschien, widerstand Middleton jedoch stets neuerer literarischer Entwicklungen in der Romanliteratur.

## Weitere Veröffentlichungen
- A Serious Woman (1961)
- The Just Exchange (1962)
- Two's Company (1963)
- Him They Compelled (1964)
- Terms of Reference (1966)
- The Golden Evening (1968)
- Wages of Virtue (1969)
- Apple of the Eye (1970)
- Brazen Prison (1971)
- Cold Gradations (1972)
- A Man Made of Smoke (1973)
- Distractions (1975)
- Still Waters (1976)
- Ends and Means (1977)
- Two Brothers (1978)
- In a Strange Land (1979)
- The Other Side (1980)
- Blind Understanding (1982)
- Entry into Jerusalem (1983)
- Valley of Decision (1985)
- An After-Dinner's Sleep (1986)
- After a Fashion (1987)
- Recovery (1988)
- Vacant Places (1989)
- Changes and Chances (1990)
- Beginning to End (1991)
- A Place to Stand (1992)
- Catalysts (1994)
- Toward the Sea (1995)
- Live and Learn (1996)
- Brief Hours (1997)
- Against the Dark (1998)
- Necessary Ends (1999)
- Love in the Provinces (2002)
- Brief Garlands (2004)
- Sterner Stuff (2005)
- Mother's Boy (2006)